# Bat Masterson
Pour les articles homonymes, voir Masterson.
 (avril 2017).
Si vous disposez d'ouvrages ou d'articles de référence ou si vous connaissez des sites web de qualité traitant du thème abordé ici, merci de compléter l'article en donnant les références utiles à sa vérifiabilité et en les liant à la section « Notes et références ».
William B. « Bat » Masterson, né Bartholomiew Masterson à Henryville le 26 novembre 1853 et mort à New York le 25 octobre 1921, est une figure de l'Ouest Américain. Il vécut une vie d'aventurier qui inclut notamment les activités de chasseur de bisons, d'éclaireur de la US Army, de joueur, de garde-frontière, de marshal puis d'éditeur de magazines sportifs et de journaliste pour le New York Newspaper.

## Ses débuts
Bat est né de parents irlandais, Thomas Masterson et Catherine McGirk, à Henryville, au Canada, bien que son nom de baptême soit inscrit dans le Missouri, sans doute pour renforcer son image de « dur ».
Certains détails de sa naissance sont disputés. Il serait né le 26 novembre 1853 au Québec ou dans l'Illinois, aux États-Unis.
Son nom de baptême fut soit William Barclay Masterson ou Bartholomé Masterson, mais il se serait lui-même rebaptisé "Le Génie".  
Certaines informations disent que "Bat" serait le diminutif de Bartholomé. Une autre anecdote explique qu'il se serait appelé Bat parce qu'il utilisait une canne comme une "batte" durant les combats.
Masterson, deuxième d'une famille de cinq enfants, aurait vécu la majeure partie de son enfance dans des fermes à New York, dans l'Illinois, dans le Kansas et au Québec. À la fin de son adolescence, lui et deux de ses frères, Ed (né Edward John Masterson le 23 septembre 1852 à Henryville) et Jim (né James Patrick Masterson le 18 septembre 1855 à Henryville), quittent la ferme familiale au Kansas pour devenir chasseurs de bisons. Lors d'un voyage sans ses frères, il prend part à la bataille d'Adobe Walls, au Texas, combattant un nombre impressionnant de Comanches. Puis, il s'engage quelque temps comme éclaireur de l'Armée Américaine dans une campagne contre les indiens Comanches et Kiowas.

## L'Homme de loi
En 1876, à Sweetwater (renommé Mobeetie) au Texas, a lieu sa première fusillade lorsqu'il est attaqué par un homme durant un combat, probablement à cause d'une fille. L'autre homme meurt de ses blessures, alors que Masterson est touché au bassin, ce qui l'oblige à porter une canne durant le reste de sa vie.
En 1877, il rejoint ses frères à Dodge City, au Kansas où son frère James, appelé plus familièrement Jim, travaille dans un saloon alors que son frère Ed est un sherif adjoint. Peu après son arrivée, Masterson entre en conflit avec le marshal local à propos d'une arrestation qu'il juge trop violente. Il est envoyé en prison et condamné à payer une amende, mais celle-ci est ensuite annulée par le conseil municipal.
Il sert comme sheriff adjoint aux côtés de Wyatt Earp.
Combattant au Colorado, avec la compagnie ferroviaire de Santa Fé contre celle de Rio Bravo, il continue d'exercer la fonction de sheriff avant d'être remplacé en 1879.
Le 9 avril 1878, son frère Ed, marshall de Dodge City, est tué en faisant son devoir.
Les années suivantes, il est un joueur, bourlinguant dans plusieurs villes légendaires de l'Ouest Américain. Il rend visite à Wyatt Earp à Tombstone, en Arizona, le quittant peu avant la célèbre fusillade d'O.K. Corral.
Durant un an, il est marshal de Trinidad dans le Colorado. 
En 1883, il participe à un conflit sanglant plus tard appelé la Guerre de Dodge City.
En 1891, il vit à Denver, au Colorado, où il achète un Hôtel Théâtre. Le 21 novembre 1891, il se marie à l'actrice Emma Walters. Il continue de voyager à travers les villes de l'Ouest, jouant et organisant des combats de boxe. Il commence alors à écrire une colonne hebdomadaire sur le sport pour le George's Weekly, un journal de Denver, et ouvre l'Olympic Athletic Club pour promouvoir la boxe. Cependant, c'est en tant qu'homme de loi qu'il fut le plus connu, principalement grâce à son autopromotion. Il est communément admis qu'il a tué au moins un homme. 
En 1895, il part à New York pour brièvement servir de garde du corps de George Jay Gould I.

## Sa vie à New York
En 1902, il s'installe définitivement avec sa femme à New York où il est presque immédiatement arrêté pour avoir organisé un jeu de cartes truqué et parce qu'il portait une arme non autorisée. Les accusations pour le jeu furent annulées, mais il dut payer une amende de 10 dollars pour son arme. 
Durant les 20 années suivantes, il vit et travaille près du Logacre Square, appelé maintenant Times Square. Il devient l'un des "Hommes de Broadway" sur lesquels Damon Runyon écrira des nouvelles. Le personnage de Sky Masterson dans Guys and Dolls de Runyon est basé sur Bat Masterson.
Il devient éditeur de sports et journaliste pour le New York Morning Telegraph. Durant cette période, il va également voir Theodore Roosevelt à la Maison-Blanche.
En 1905, Theodore Roosevelt nomme Masterson marshal du District Sud de New York. Il garde ce travail jusqu'à ce que Roosevelt ne soit plus président, en 1909. 
En 1921, Masterson meurt d'une attaque cardiaque alors qu'il écrit. Il est enterré au cimetière de Woodlawn dans le Bronx, à New York.

## Anecdote
Bat Masterson est aussi le grand-père de Robert Ballard, le scientifique qui découvrit l'épave du Titanic en 1985.

## Citation
"Chaque chien, comme on dit, a son jour, même s'il y a plus de chiens que de jours."

## Produits dérivés

### Comics
À partir de 1959, Dell Comics publie des comics sur Bat Masterson adaptés de la série télévisée.
La même année la série est adaptée en comic strip. Les scénarios sont de Ed Herron et les dessins d'Howard Nostrand assisté de Neal Adams.
Il se manifeste aussi dans l'épisode de La Jeunesse de Picsou, La Prisonnière de la vallée de l'Agonie Blanche, où il s'allie avec Wyatt Earp et Roy Bean.
De plus, il apparaît en tant que l'un des personnages principaux du manga Justice: The Ballad of Wyatt Earp de Frosh (auteur) et Naba Yuka (dessinatrice). Ce manga, édité en 2010, n'est composé que d'un unique tome qui n'est pas sorti dans les bacs en France.

### Apparitions au cinéma et à la télévision
Il apparaît dans les nombreux films dédiés à Wyatt Earp notamment Tombstone ou Wyatt Earp ou encore Règlements de comptes à OK Corral, mais il est surtout le héros de The Gunfight at Dodge City (Le Shérif aux mains rouges) où son personnage est interprété par Joel McCrea. 
Son personnage apparait également dans le troisième épisode de la huitième saison, Gloire passée (Glory Days), de la télésérie Les Enquêtes de Murdoch.